# 美女と男子
『美女と男子』（びじょとだんし）は、2015年4月14日から8月25日まで毎週火曜日22時 - 22時48分に、NHK総合「ドラマ10」で放送された日本のテレビドラマ。全20回。主演は仲間由紀恵。キャリアウーマンだった沢渡一子が、悪戦苦闘しながら芸能マネージャーとしての喜びに目覚め、成長していく姿を描く。英語タイトルは"BEAUTY AND THE FELLOW"。

## 概要
通常は8話程度の「ドラマ10」のシリーズでは珍しく20回におよぶ長編であり、いわば「試練編（第1部・1 - 8話）」「ステップアップ編（第2部・9 - 14話）」「サクセス編（第3部・15 - 20話）」といったように全体を3部構成にし、それぞれ新たな登場人物を出現させながら盛り上げていく方式が採用された。これによって登場人物を細かく描け、視聴者が求めるうねりのあるストーリーが展開できるだけでなく、海外への番組販売もしやすいという点が期待されている。本作の制作統括とチーフ・ディレクターは前年の2014年度上半期の朝ドラ『花子とアン』のスタッフが務めており、同作品の出演者からは主演の仲間および相手役の町田啓太のほか、中原丈雄・大西礼芳・瀬川亮・カンニング竹山が出演している。

## 登場人物

### 主要人物
沢渡一子（さわたり いちこ）
演 - 仲間由紀恵
「斑目コーポレーション」のキャリアウーマン。本名は日邑。仕事はできるが傲慢であるため社内でも浮き気味になっていた。ある日突然、斑目社長から芸能事務所「ひのでプロモーション」への出向を命じられ、事務所を再建すれば本社の中枢部門に復帰させるという約束を交わす。自らスカウトした遼をブレイクさせるべく、慣れないマネージメント活動に奮闘していたが、ひのでプロの倒産に伴い、斑目コーポレーションを退職。その後、「オフィス・イシノ」を設立する石野に直談判し、遼とともに移籍する。遼とは「隠し事はしない」ことを約束している。石野社長の解任をめぐって新社長の大門に抗議し、九州への左遷を言い渡されたため、オフィス・イシノを退職した。大門への復讐を誓い、自ら社長に就任しひのでプロを再結成する。
向坂遼（さきさか りょう)
演 - 町田啓太
フリーターだったが、街頭で出会った一子に「私と一緒にレッドカーペットを歩いてみない?」とスカウトされ「ひのでプロ」所属の新人俳優となる。当初はてっとり早く金さえ貰えればいいという考えしかなかったが、次第に芝居の魅力にとりつかれ、いつしか一子と一緒にレッドカーペットを歩く日を夢みるようになる。実は斑目コーポレーションの御曹司であり斑目の息子にして本名も「斑目遼」なのだが、仕事至上主義の父を毛嫌いして軽蔑しているため、芸名は少年の頃離婚で別れたきりの母の姓「向坂」を名乗っている。時代劇の群衆役やサスペンスドラマの端役、再現ドラマ出演俳優などの下積み仕事を経て、ヤマトテレビ制作の特撮番組「ゴーグルファイター・アース」のヒーローオーディションで主役を勝ち取る。しかしその直後にひのでプロが倒産し、一子とともに「オフィス・イシノ」に移籍。TVドラマ「恋メロ!」のレギュラー出演ののち、映画「リ・ターン」の主演が決定する。一子のオフィス・イシノ退職に際して自分も後を追おうとするが、彼女の説得で事務所にとどまる。ダンスは得意であるものの音痴でカナヅチであったが、その後カナヅチは克服した。記者会見や顔合わせなどでは常に口数少なく、無愛想に「どうも」としか言わない。

### 一子の家族
一子の家族と彼女の実家・日邑家は同じマンションの異なる階の部屋に入居しており、家事の苦手な一子が家族とともに日邑家で伴食することもしばしばである。また遼も時折日邑家を訪れている。
沢渡敬吾（さわたり けいご）
演 - 瀬川亮
一子の元夫。家具の輸入会社勤務。多忙な一子との夫婦仲は良好でなく、義妹の梨花との関係が不倫と発覚して別居・離婚に至る。現在は梨花と同居しているらしい。
日邑篤史（ひむら あつし）
演 - 中原丈雄
一子の父。元大手新聞社勤務。認知症患者らしく、時々空気を読んでいるのか読んでいないのかよく分からない発言をする。一時行方不明になったあと、無事発見されて入院するが、急死する。
日邑俊子（ひむら としこ）
演 - 田島令子
一子の母。家族全員にとても優しい、歴史が大好きな歴女。娘である一子と梨花の対立に心を痛めている。一子と同様酒癖が悪く泣き上戸である。
日邑梨花（ひむら りか）
演 - 徳永えり
一子の妹。家事や育児を一切しない一子になにかと反発する。かつては両親と同居していたが義兄の敬吾との関係が発覚後は別居し、現在は敬吾と同居しているらしい。鴨ロースが好物。
日邑一臣（ひむら かずおみ）
演 - 大西利空
一子・敬吾の子。小学生でしばしば日邑家に預けられている。旧姓は沢渡。両親の離婚後は一子のもとに残り、自分が一子の生きる支えになっていることを自覚している。遼に懐いている。

### 斑目コーポレーション
急成長のIT企業。
斑目晴彦（まだらめ はるひこ）
演 - 草刈正雄
社長。遼の実父。かつて「ひのでプロモーション」に出資し一子を社員として送り込んだが、ひのでプロが窮地に陥った際に救いの手を差しのべることはなかったため、たどころや遼からは事務所を倒産させた元凶と見なされている。エンタテインメントへの進出をもくろんでおり、大門や石野に接近し「オフィス・イシノ」の筆頭株主となる。若い頃から中里麗子のファンだった。大門によるクーデタを支持。
塩田充（しおた みつる）
演 - 浅野和之
IT事業本部長。一子が出向する前の上司。

### ひのでプロモーション
弱小芸能事務所。一時解散していたが、一子が自ら社長となり再度立ち上げた。
並木昌男（なみき まさお）
演 - 森本レオ
社長。いつまで経ってもブレイクしない所属タレントたちを父親のように温かく見守っている好人物。お人よしな性格が災いして、旧友が持ちかけた詐欺に引っかかって資金繰りがつかなくなり、涙を呑んでひのでプロを解散する。その後は全国各地を放浪しているらしく、たまに放哉の句を書き込んだ絵葉書をたどころの店に送ってきていたが、ひのでプロ再結成に伴い顧問となる。
たどころ晋也（たどころ しんや）
演 - 高橋ジョージ
一発屋のベテラン歌手。唯一のヒット曲「ハローマイラブ」は自作曲でないため印税収入も乏しい。同曲のヒット後、離婚により妻や娘とは別居した。その後は主に通販番組の司会をしていたが、ひのでプロ倒産を契機に引退。現在は「ロックスナック・ハロー」の雇われ店長。関西弁を話すが単なる営業用であり、実は北海道出身であることが判明する。ひのでプロ再結成に伴い復帰し、新ドラマの主題歌に採用される。
緒方由実（おがた ゆみ）
演 - 黒坂真美
事務・経理担当のデスク。会計には厳しく並木の旧友が映画制作の話を持ってきた時には強く反対したが、ひのでプロが倒産した後は、たどころの店を手伝っている。新生ひのでプロの事務をボランティアで手伝っている。
樫村祐次（かしむら ゆうじ）
演 - 松井一憲
声優。ひのでプロ倒産後は声優専門の事務所に移籍し、たどころの店の常連となっている。新生ひのでプロに移籍してくる。
西井もなみ（にしい もなみ）
演 - 北川絢椛
手のパーツモデル（手タレ）。ふだんは常に手袋を着用するなど強いプロ意識を持つ。ひのでプロ倒産後はパーツモデル専門の事務所に移籍し、たどころの店の常連となっている。新生ひのでプロに移籍してくる。
小暮亜依（こぐれ あい）
演 - 小間千代
グラビアアイドルを自称しているもののほとんど仕事がなかった。実家は深川の料亭で、いつか家族に自分の晴れ姿を見せる日が来ることを心の励みとしている。ひのでプロ倒産後、大門のプロデュースでアイドルデビューすることになり、オフィス・イシノに移籍。しかし台湾アイドルユニット「Tドールズ」の一員「愛愛」（アイアイ）としてのデビューだったため、台湾人としてプロフィールを偽ることを強制されたり、その後日本人であることをカミングアウトさせられたりするなど大門にさんざん翻弄されるが、メジャーになるためのステップとして受け入れている。
田中幸子（たなか さちこ）
演 - 蔵下穂波
秋田県五城目町出身。東北弁丸出しの女優の卵で沖縄旅行中に並木にスカウトされ新生ひのでプロのタレント第1号となる。垢抜けない上に夢見がちで沢渡の気をもませるが、チャンスをつかみステップアップしていく。

### オフィス・イシノ
石野がモリスエージェンシーから独立して開いた新興芸能事務所であったが、現在の社長は大門。
石野悟（いしの さとる）
演 - 前川泰之
かつての「モリスエージェンシー」敏腕マネージャー。現在は「オフィス・イシノ」社長で、モリスエージェンシーのマネージャーの頃から一子や遼の素質を買い、2人に様々なアドバイスをしていた。独立後は所属タレントである遼と右京をライバルとして競わせ、ともにブレイクさせようと考えている。常にクールな人物で、独立に際し売れっ子の麗子を引き抜いたことから業界内ではやっかみ半分の悪評が立てられるが、決して動じることはない。また、所属アイドルの危機に際しては若干強引な手段を使ってでもその将来を守ろうとする男気がある。しかし愛愛（亜依）の処遇問題でそれが裏目に出て、大門によるクーデタで昔からの部下に裏切られ、社長を解任されて辞職した。一子に思いを寄せている節がある。現在は新生ひのでプロモーションでマネージャーをしている。
大門龍太郎（だいもん りゅうたろう）
演 - 東幹久
売れっ子プロデューサー。いくつものユニット・アイドルを手がけている。オフィス・イシノの取締役となり、「Tドールズ」をプロデュースしているが、注目を集めるため"炎上"商法など強引な手段をとったため、愛愛の処遇をめぐって石野と対立。そのためオフィス・イシノの取締役会でクーデタまがいのやり方で石野を解任、自身が新社長に収まる。
中里麗子（なかざと れいこ）
演 - 真野響子
海外の映画祭でも受賞歴のある大女優。サスペンスドラマ「カショクの女」で遼と共演して以来、彼のことを買っている。「モリスエージェンシー」から移籍した。かつてはひのでプロの所属タレントで並木やたどころと親しい。斑目ともしばしばデートしている。
鷲見右京（わしみ うきょう）
演 - 中山麻聖
石野にスカウトされた新人で遼より早くブレイクして人気俳優となる。モリスエージェンシー時代には、サスペンスドラマで共演した端役の遼に見せ場を奪われたり、逆に遼に内定していた深夜ドラマの主役を横取りする恰好になってしまうなど、遼とは何かと因縁の仲だった。石野とともにオフィス・イシノに移籍し、一子がマネージャーを担当することになる。同僚となった遼に対してはライバル意識を隠そうとせずしばしばトラブルとなるが、その一方で女性に対しある悩みを抱えている。TVドラマ「恋メロ!」では朝倉かれんの相手役を勝ち取るが、俳優としての能力に限界を感じ芸能界を引退。現在は保育士をめざしているらしい。
新見正之（にいみ まさゆき）
演 - IKKO
所属タレントの一人。女装しおネエ言葉を操るトランスジェンダーな売れっ子料理研究家。
望月大弥（もちづき だいや）
演 - 井坂俊哉
所属タレントの一人。元プロ野球選手らしく若干暑苦しい雰囲気を持っている。
久保香織（くぼ かおり）
演 - 瀧内公美
「オフィス・イシノ」における経理等、事務方を担当する女性社員。

### その他
三島芳佳（みしま よしか）
演 - 大西礼芳
「東西テレビ」のアシスタントプロデューサー。一子とは初仕事からのつきあいで遼の才能を買っている。押しの強い一子の前では常にオドオドした態度を取り大人しそうな女性に見えるが、アルコールが入ると人格が一変することが、ひのでプロの接待の席で判明する。遼や右京が出演するTVドラマ「恋メロ!」でもAPを務めており、さまざまなトラブルに翻弄される。その後、プロデューサーに昇格して「マンデープレミアム」枠のドラマ「ツインソウル」の制作を担当し、たどころを主題歌に起用する。
朝倉かれん（あさくら かれん）
演 - 吉岡里帆
人気絶頂の清純派女優。東西テレビ制作のTVドラマ「恋メロ!」の主演をつとめ遼や右京と共演する。イメージと異なって実体はかなりの肉食系であり、相手役である右京につれなくする一方で遼に対しては積極的な態度を取る。
藤堂大毅（とうどう だいき）
演 - 名高達男
スター俳優でデビュー当時の遼が端役で出演した時代劇「大塩の乱」の主演。映画「リ・ターン」で遼と再び共演する。「面倒くさい」俳優として知られている。
飯塚（いいづか）（第2話）
演 ‐ ベンガル
時代劇「大塩の乱」の監督。
水野嘉穂（みずの かほ）（第3話）
演 ‐ 芳野友美
吉田努（よしだ つとむ）（第3 - 5・13・16・19話）
演 ‐ 蛭子能収
一子が遼を売り込んだ「JBT」テレビのプロデューサー。喫煙者。
加納洋輔（かのう ようすけ）（第3・4話〈回想〉）
演 ‐ 高橋長英
ヤマトテレビ開局50周年記念ドラマ「カショクの女 美しき殺意」の監督。あるシーンの遼の演技にNGを出し、何度も演技を繰り返させる。
山本博史（やまもと ひろし）（第3話）
演 ‐ 有福正志
ヤマトテレビ開局50周年記念ドラマ「カショクの女 美しき殺意」のプロデューサー。
河井航介（かわい こうすけ）（第3話）
演 ‐ 大塚洋
ヤマトテレビ開局50周年記念ドラマ「カショクの女 美しき殺意」の脚本家。
村木（むらき）（第3・5・6・9・17〈回想〉・18話）
演 ‐ 近江谷太朗
「東西テレビ」プロデューサーで遼がエキストラ出演した時代劇の担当者。その後遼が自局の深夜ドラマの主演に内定していることを一子に告げ、部下である三島とともにひのでプロから猛烈な接待を受ける。
木下（きのした）（第4 - 6・16話）
演 ‐ 矢柴俊博
遼が出演した再現ドラマのプロデューサー。
市村聡美（いちむら さとみ）（第4・20話）
演 ‐ 小林麻子
たどころの元妻。
市村静香（いちむら しずか）（第4・20話）
演 - 安田聖愛
たどころの娘。遼のファンになる。
江崎達也（えざき たつや）（第5話）
演 ‐ 小市慢太郎
遼が初出演した舞台の演出家。決定していた配役を変更し遼をメインキャストで起用する。

蛭田彌之輔（ひるた やのすけ）（第7・8話〈写真〉・14話〈回想〉）
演 ‐ 伊吹吾郎
並木と懇意にしているプロデューサー。ひのでプロに遼の主演映画の話を持ってくる。
進藤道隆（しんどう みちたか）（第7・8〈写真〉・14話〈回想〉）
演 ‐ 工藤俊作
蛭田が同伴した中国人映画プロデューサーの通訳。
伊東純（いとう じゅん）（第10 - 13話）
演 - 清水昭博
TVドラマ「恋メロ!」の監督。
村瀬（むらせ）（第10 - 13話）
演 - 清水優
TVドラマ「恋メロ!」の助監督。
冬木（ふゆき）（第11話）
演 - 高杉亘
朝倉かれんの所属事務所の社長。
竹内（たけうち）（第11・12話）
演 - 赤坂泰彦
「ヤマトテレビ」の音楽番組「MUSIC LOUNGE 」の司会者。
滝井敏明（たきい としあき）（第12話）
演 - 並樹史朗
報道特番「日本はどう動く」の司会者。
華本清志（はなもと きよし）（第14 - 18・20話）
演 - 池内万作
東竹映画創立80周年記念作品「リ・ターン」監督。
三条政春（さんじょう まさはる）（第14 - 20話）
演 - 津村知与支
東竹映画創立80周年記念作品「リ・ターン」プロデューサー。
ケンタロー（第18・20話）
演 - 玉置玲央
ラスベガスミリオンズ所属の野球選手。「第65回 JBT 紅白うたの祭典」の審査員も務めた。
藤原（ふじわら）（第19・20話）
演 - カンニング竹山
「第65回 JBT 紅白うたの祭典」のプロデューサー。
福森信子（ふくもり のぶこ）（第20話）
演 - 宮瀬茉祐子
「第65回 JBT 紅白うたの祭典」総合司会。

## スタッフ
- 作 - 田渕久美子[11][12]
- 語り - ジョン・カビラ
- 音楽 - 河野伸
- 主題歌 - 浜崎あゆみ「Step by step」（avex trax）[13][注 1]
- 演出 - 松浦善之助、 田中正 、安藤大佑、増田靜雄
- 制作統括 - 加賀田透
- デスク - 須崎岳
- 制作著作 - NHK

## 放送日程
| 各話   | 放送日  | サブタイトル                  | 演出       | 視聴率 |
| ------ | ------- | ----------------------------- | ---------- | ------ |
| 第1回  | 4月14日 | ある日突然、芸能界            | 松浦善之助 | 6.8%   |
| 第2回  | 4月21日 | 大物新人、誕生?               | 松浦善之助 | 6.4%   |
| 第3回  | 4月28日 | そのセリフに、愛を。          | 松浦善之助 | 5.1%   |
| 第4回  | 5月05日 | 涙のハローマイラブ!           | 田中正     | 4.5%   |
| 第5回  | 5月12日 | オレは芝居をやりたい!         | 田中正     | 4.6%   |
| 第6回  | 5月19日 | 絶対とるわ! 初主役            | 田中正     | 5.6%   |
| 第7回  | 5月26日 | ハリウッドが呼んでる!         | 松浦善之助 | 5.4%   |
| 第8回  | 6月02日 | 君こそヒーロー!               | 松浦善之助 | 4.8%   |
| 第9回  | 6月09日 | 戦いの始まり                  | 田中正     | 6.0%   |
| 第10回 | 6月16日 | 危険なヒロイン                | 田中正     | 4.6%   |
| 第11回 | 6月23日 | あっちもこっちもスキャンダル? | 松浦善之助 | 5.4%   |
| 第12回 | 6月30日 | 本番は一度だけ                | 安藤大佑   | 4.4%   |
| 第13回 | 7月07日 | 撮影中止                      | 田中正     | 3.9%   |
| 第14回 | 7月14日 | 世界への第一歩                | 松浦善之助 | 5.3%   |
| 第15回 | 7月21日 | 会えない二人                  | 松浦善之助 | 4.5%   |
| 第16回 | 7月28日 | 新しいパートナー              | 安藤大佑   | 5.3%   |
| 第17回 | 8月04日 | ツインソウル                  | 増田靜雄   | 5.1%   |
| 第18回 | 8月11日 | リベンジ大作戦                | 増田靜雄   | 4.9%   |
| 第19回 | 8月18日 | 父と息子                      | 松浦善之助 | 5.3%   |
| 最終回 | 8月25日 | 夢の舞台へ!                   | 松浦善之助 | 6.5%   |

- 再放送は原則として放送翌週の火曜日未明（月曜深夜）[注 2]。